# Oceanbird
Oceanbird är ett koncept för att driva lastfartyg med vindkraft. Målet är att minska utsläppen med upp till 90 procent. Konceptet är framtaget av Walleniusrederiernas systerföretag Wallenius Marine i Stockholm i samarbete med KTH och marinföretaget SSPA, och delfinansieras av Trafikverket. År 2021 ingick Wallenius Marine samarbete med Alfa Laval i samriskföretaget AlfaWall Oceanbird för att konstruera vingseglen.
Konceptet baseras på vingsegel som kan vikas ut och lutas nedåt, alternativt fällas ned, vid behov. Masterna i det ursprungliga förslaget mäter 40 meter vardera och fartygets totala höjd över vattnet beräknas bli 65 meter. Seglen kommer att tillverkas av stål och kompositmaterial. Designen påminner mer om flygplansvingar än traditionella segel. En stödmotor kommer att användas för att färdas i hamnområden.
Den första fartygstyp som ska utvecklas enligt konceptet är ett 200 meter långt ro-ro-fartyg med plats för upp till 7 000 bilar. I framtiden planeras tekniken att användas även för andra typer av fartyg och man undersöker även möjligheterna att montera vingseglen på äldre fartyg. Det första fartyget byggt enligt konceptet beräknas göra sin jungfrufärd under 2026. 
I februari 2021 aviserade rederiet Wallenius Wilhelmsen att man ämnar beställa ett fartyg enligt Oceanbird-konceptet med namnet Orville Wind.

## Samarbete med Abba Voyage
I maj 2022 meddelade Wallenius att rederiet blir partner till konsertupplevelsen Abba Voyage i London. Samarbetet innebär att Wallenius är exklusiv logistikpartner till Abba Voyage och bistår med konsultation i hållbarhetsfrågor. Det ger också framtida Oceanbird-fartyg rätten att bära namn efter Abba-låtar. Inuti Abba Arena i London finns en VIP-lounge som bär namnet The Oceanbird Departure Lounge.